# Viktoria 1895 Breslau
Die Viktoria 1895 Breslau war ein Sportverein im deutschen Reich mit Sitz in der heutzutage polnischen Stadt Breslau in der Woiwodschaft Niederschlesien.

## Geschichte
Der Verein wurde im Jahr 1895 gegründet. Zur Saison 1942/43 stieg die Fußball-Mannschaft in die Zweitklassige 1. Klasse Niederschlesien auf. Mit 10:10 Punkten schloss die Mannschaft dann auf dem vierten Platz der Tabelle in der Gruppe Breslau die Spielzeit ab. Nach dieser Saison wurde die 1. Klasse aufgelöst und alle Vereine, die sich nicht vorher vom Spielbetrieb zurückgezogen hatten, zur nächsten Saison in die erstklassige Gauliga Niederschlesien eingegliedert. Die Viktoria wurde dort in der Gruppe Breslau in die Staffel A einsortiert und konnte mit 12:4 Punkten sich sogar am Ende der Saison auf dem zweiten Platz behaupten. Durch den fortschreitenden Zweiten Weltkrieg kam es dann in der darauffolgenden Spielzeit nur noch in Breslau zu einem lokalen Spielbetrieb, welcher jedoch auch schnell wieder beendet wurde. Hieran nahm die Viktoria jedoch schon nicht mehr teil. Am Ende des Krieges wurde der Verein dann auch aufgelöst.